# Gennep
Gennep es un municipio y una ciudad de la provincia de Limburgo de los Países Bajos.

## Historia
Perteneció desde 1442 al Ducado de Cléveris. Durante la guerra de los Ochenta Años fue ocupada por los españoles de (1599-1602), (1621-1632) y de (1635-1641), tomada por las Provincias Unidas de (1602-1621),  (1632-1635) y de 1641 hasta el Tratado de Münster de 1648, cuando la ciudad es entregada a Brandeburgo-Prusia. En 1815 el Congreso de Viena la incluye en el Reino Unido de los Países Bajos.

## Galería

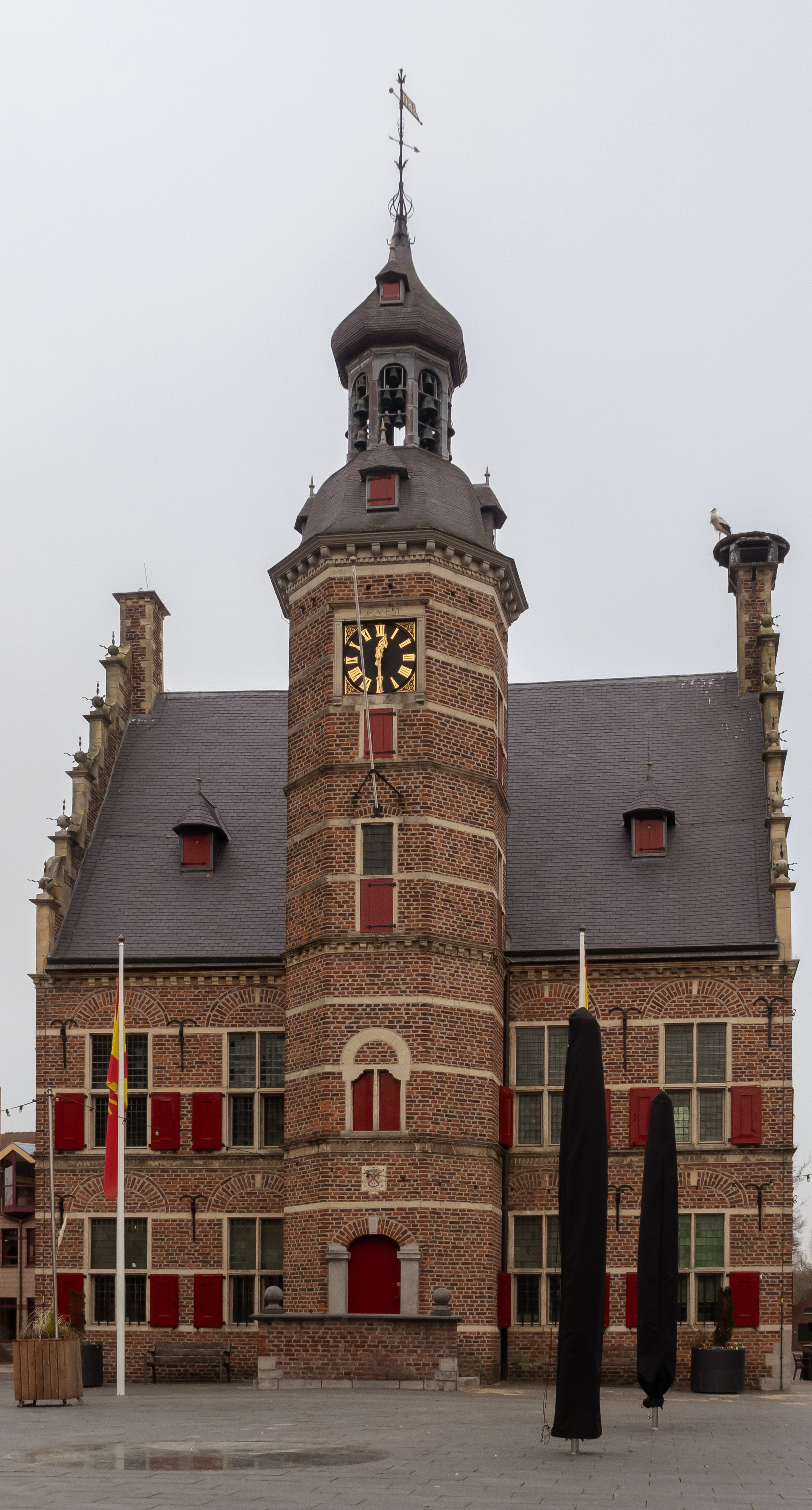
Gennep, el ayuntamiento
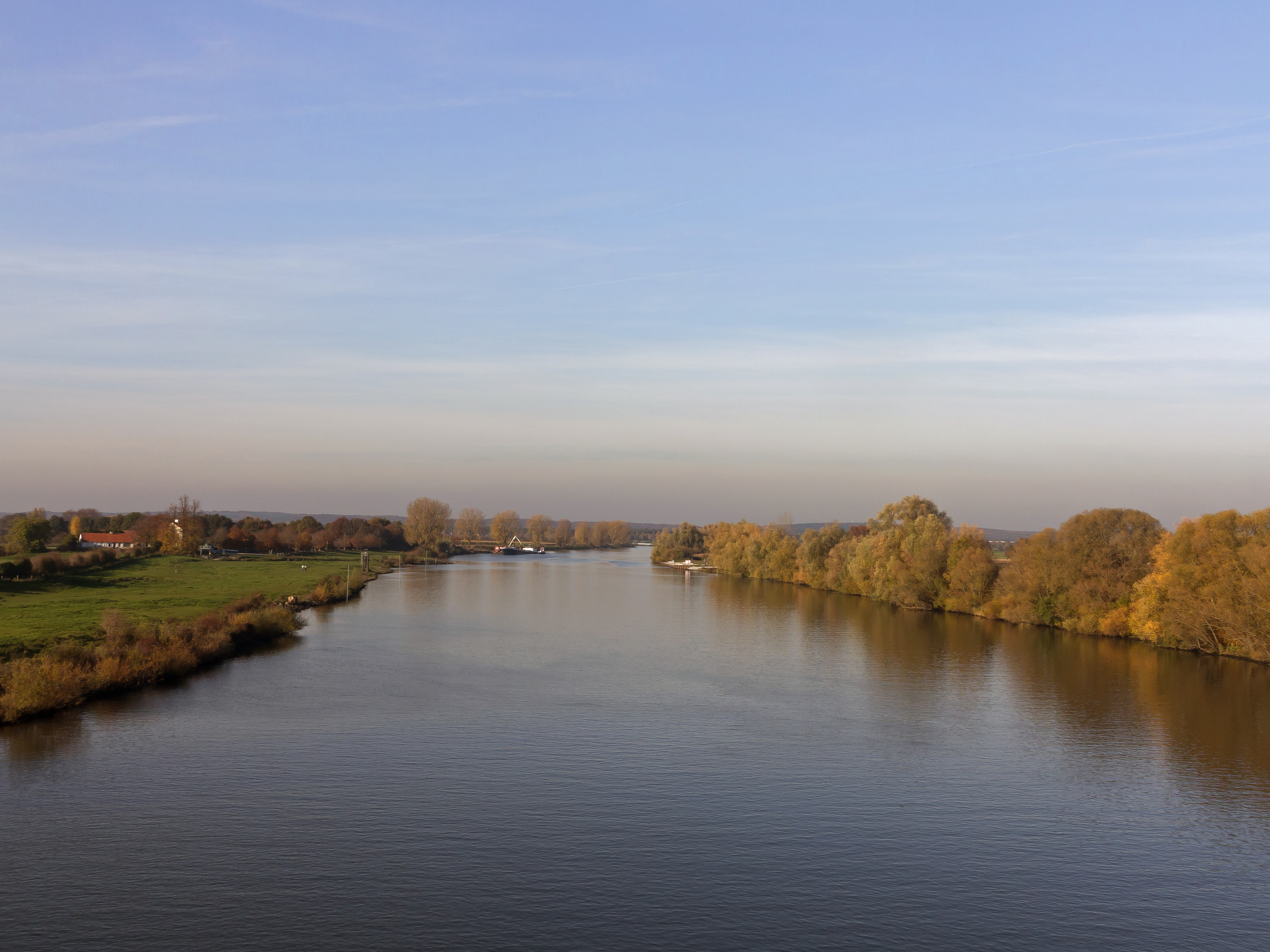
entre Gennep y Oeffelt, el río Mosa
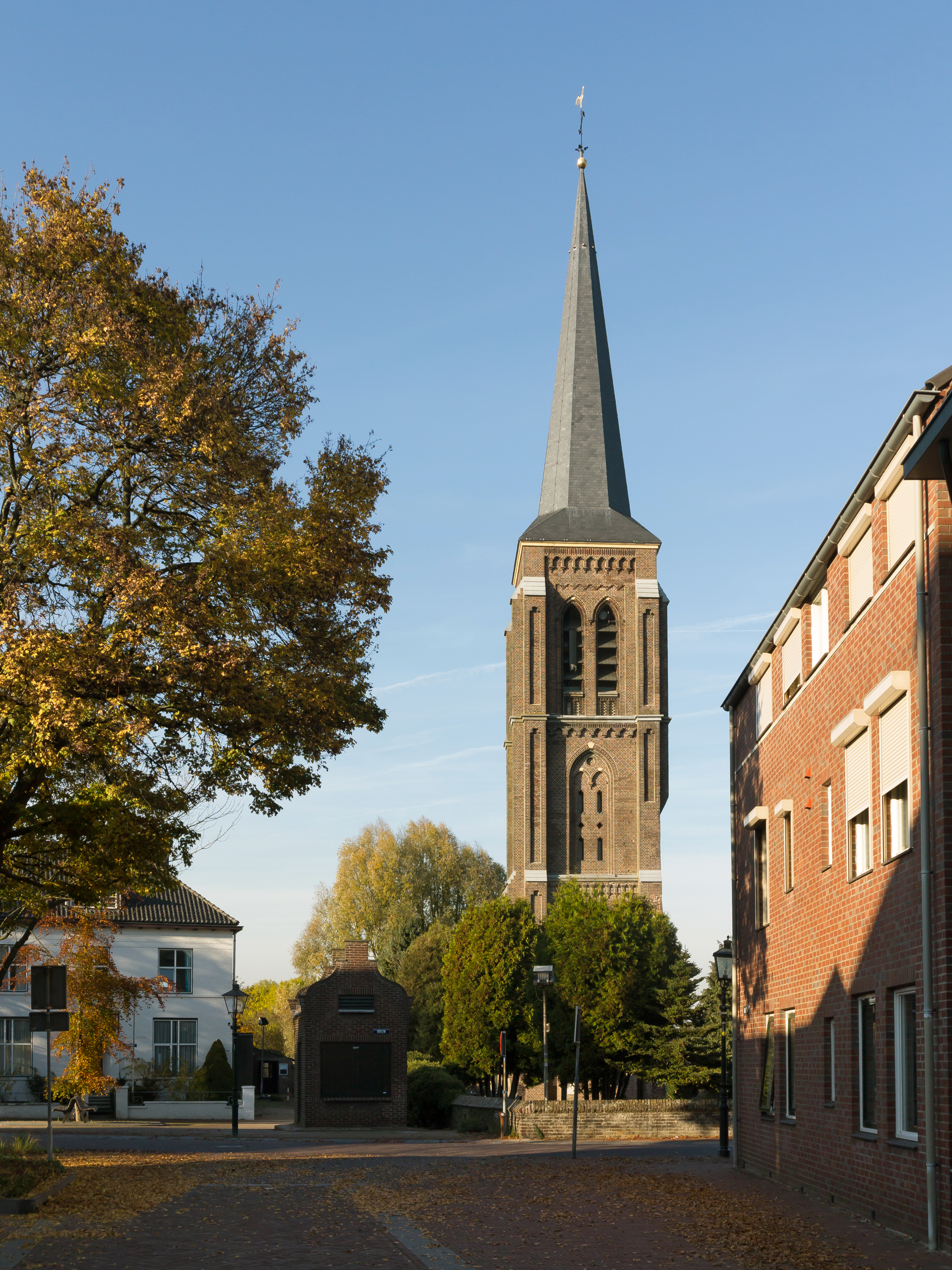
Gennep, la torre: de Sint Martinustoren
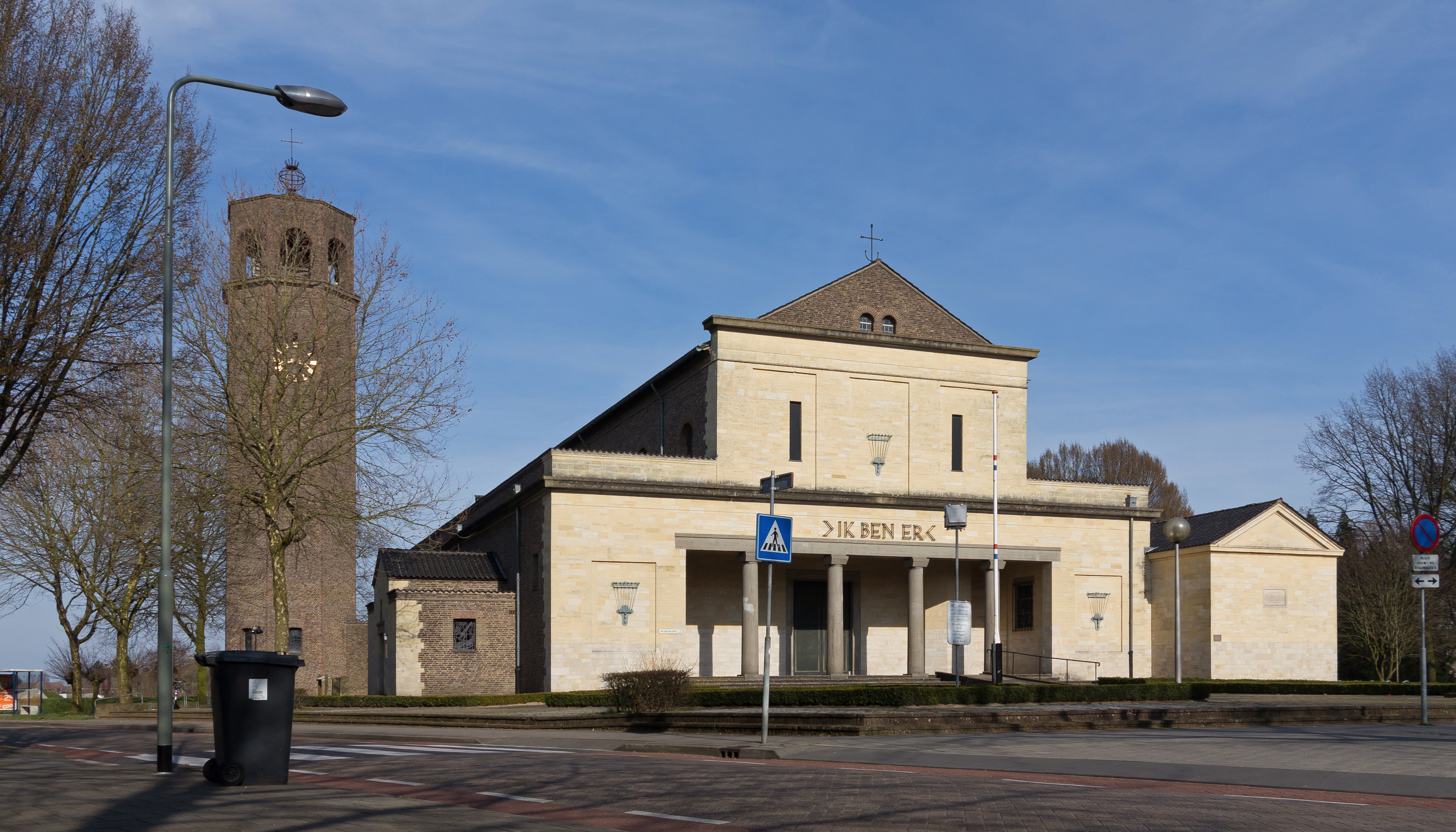
Gennep, la iglesia: de Sint Martinuskerk
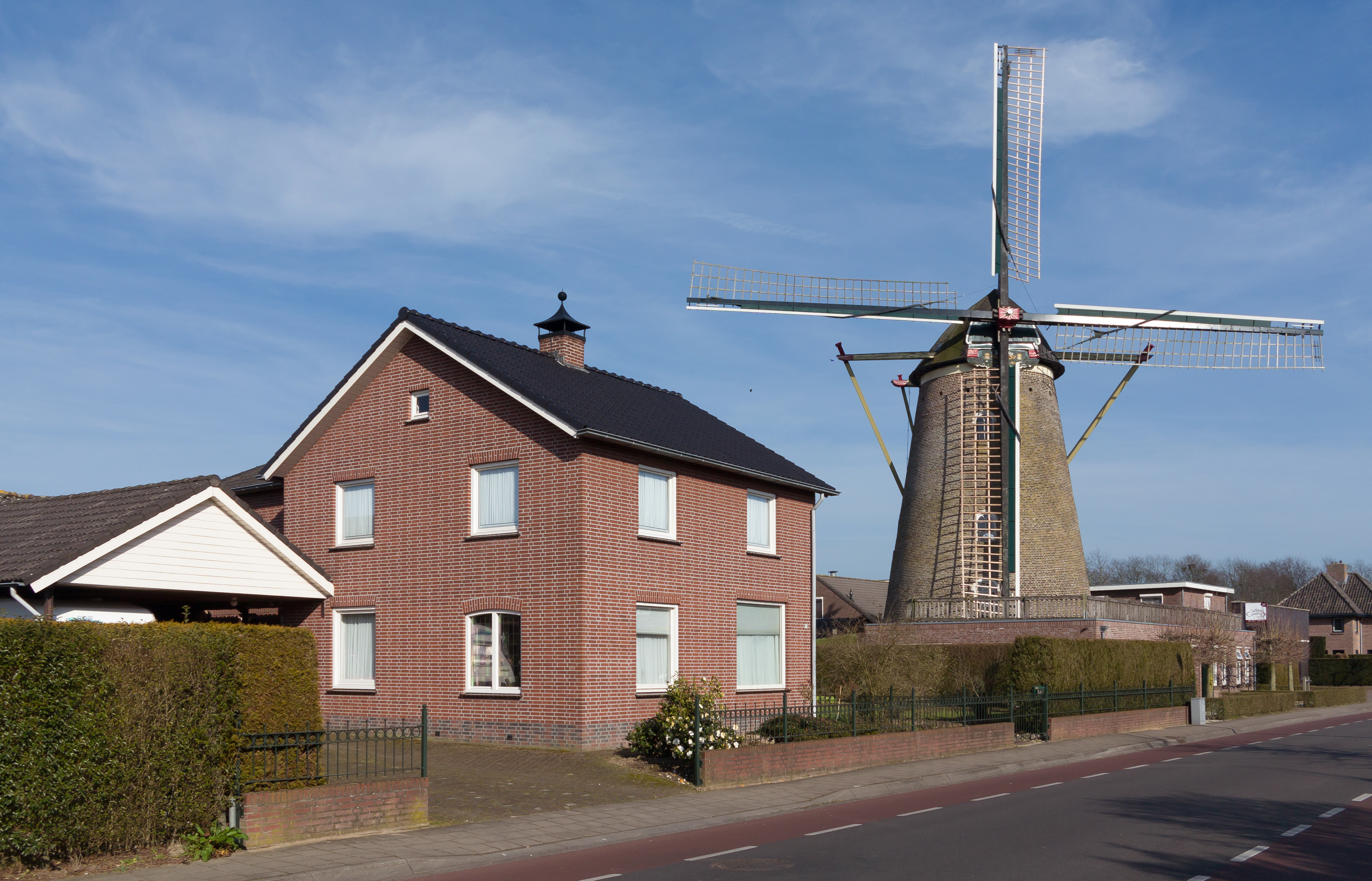
Gennep, el molino: korenmolen De Reus
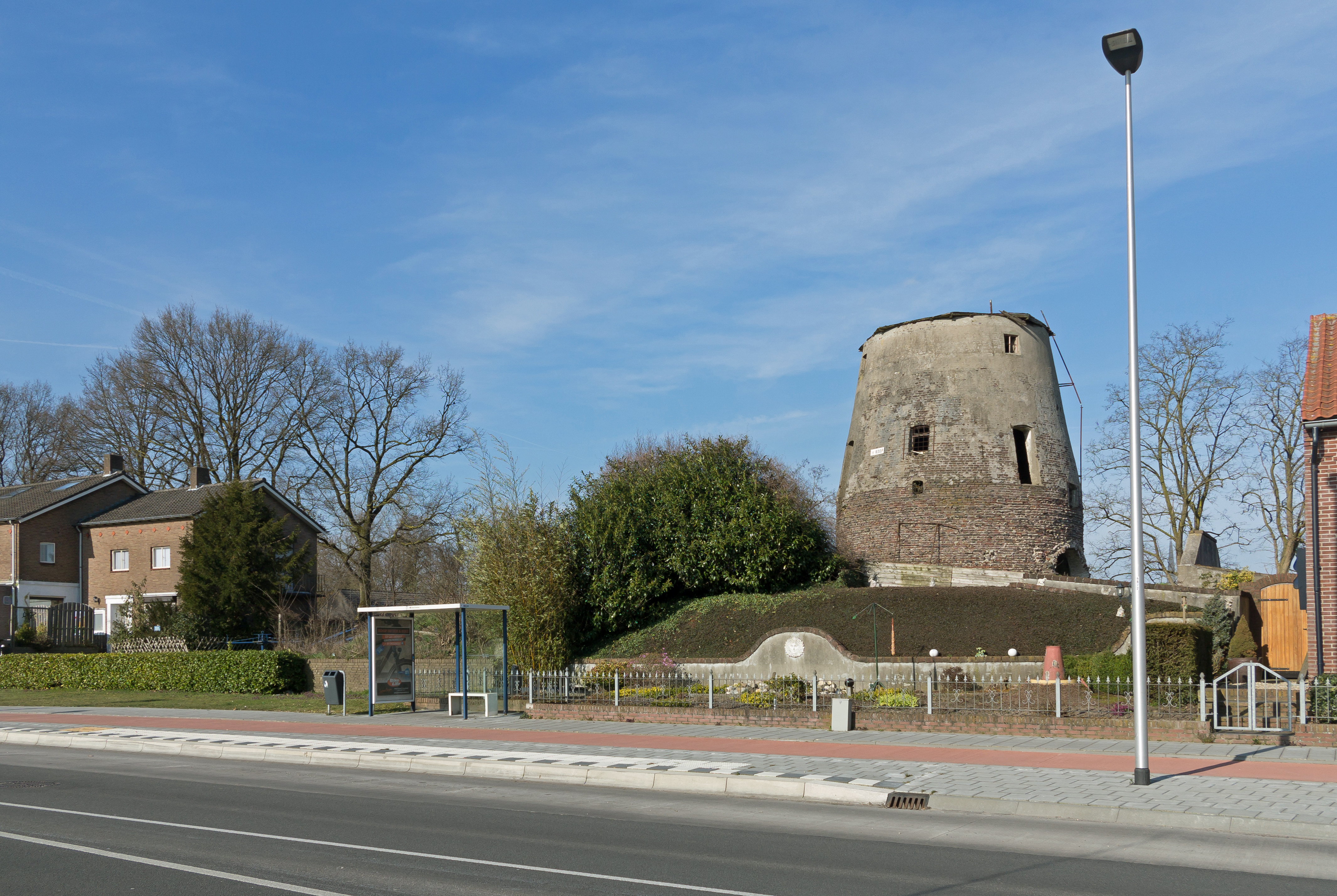
Milsbeek, el antiguo molino en la calle de Rijksweg
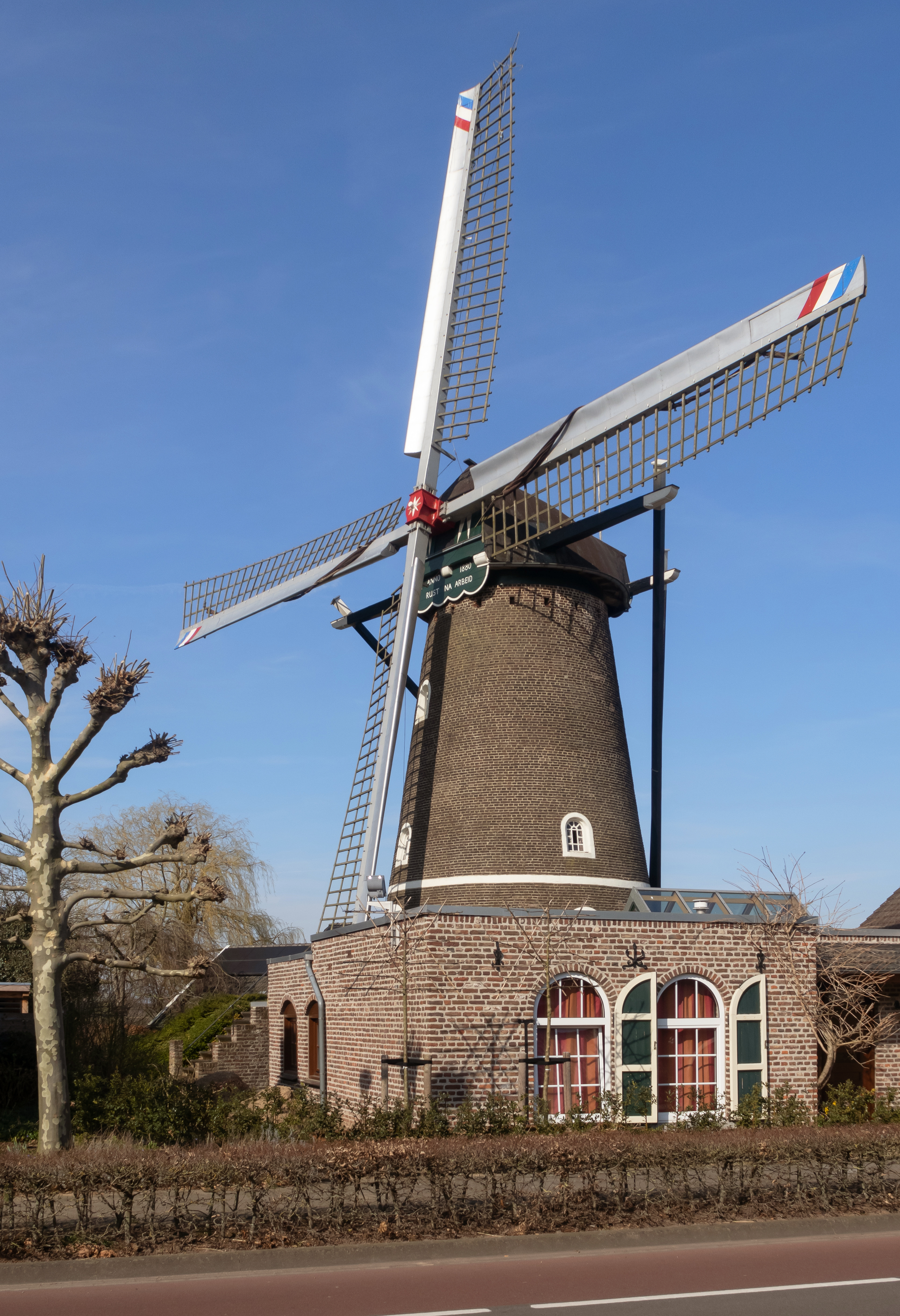
Ven-Zelderheide, el molino: Beltmolen Rust na Arbeid